# Новицький Микола Костянтинович
Новицький Микола (псевд.: Точка, Іона Вочревісущий; 28 липня (10 серпня) 1884, с. Рудівка, тепер Прилуцького району Чернігівської обл. — 5 липня 1939, Київ, Україна) — український журналіст, літератор, редактор, видавець. Член Катеринославської «Просвіти» з 26 травня 1912. Жертва російського окупаційного терору.

## Життєпис
Народився у сім’ї волосного писаря. Самостійно здобував освіту і 1902 витримав іспит на звання народного вчителя. 1903 вступив до УСДРП. Вчителюючи в селах Прилуччини, закликав селян не коритися царській владі, писав пропагандистські статті до місцевих газет. Під час революції 1905 розповсюджував листівки, прокламації, виступав на мітингах, закликав до страйків. Був заарештований і, за даними «Енциклопедії українознавства», засланий на Сибір.

Часопис «Основа», в якому надрукована доповідь М. Новицького «Десять літ життя Катеринославської «Просвіти». Одеса, 1915 р.

Активну літературну діяльність розпочав 1906 невеликими оповіданнями і нарисами в «Рідному краї», який видавала Олена Пчілка. Друкувався також у «Літературно-науковому вістнику» і в газеті «Рада».

### Переїзд до Катеринослава, діяльність у місцевій «Просвіті»
У 1912 переїхав до Катеринослава. Спочатку вчителював, а потім працював репортером у газетах «Екатеринославская мысль» і «Южная заря», друкував оповідання і статті у просвітянському часописі «Дніпрові хвилі». Автор статей, присвячених заходам Катеринославської «Просвіти» на сторінках місцевої газети «Южная заря», в редакції якої він працював (до 1915): М. Новицький. Общее собрание членов о-ва «Просвіта» («Южная заря». — 1912. — 14 февраля.); М. Новицький. Шевченковский концерт (про великий концерт 4 березня 1912 у помешканні Комерційного зібрання на вул. Новодворянській) («Южная заря». — 1912. — 6 марта.). Цікаво, що автор під обома замітками підписаний не Новицкий, а Новицький (на український лад).
В «Южной заре» 16 — 17 лютого 1913 видруковано статтю Новицького «Украинская литература и ее читатель». Автор пише про зміст новішого українського письменства і мову новіших письменників, зазначаючи, що і мова, і зміст нашої молодої л-ри дуже відбігли від народного життя, від народної основи. Багато в чому Новицький погоджувався з думками Нечуя-Левицького, висловленими в його книзі «Криве дзеркало української мови».
Як твердив Д. Лисиченко у статті «Українська преса в Катеринославі», пишучи про «Дніпрові хвилі», 

«Часопис вів Д. Дорошенко, а, за від’їздом останнього з Катеринославу, з половини 1913 р. вів М. Новицький». 

— («Бібліологічні вісти». — 1923. —№ 2). 
Сам Д. Дорошенко, який в середині 1913 залишив Катеринослав, твердив, що подружжя Біднових заступило його при редагуванні часопису: 

«Подружжя Біднових обіцяло мені, що доведе редагування «Дніпрових хвиль» до кінця року, а далі вже видання довелося припинити».

Як співробітник «Южной зари» Новицький зробив дві доповіді 9 листопада 1913, присвячені пам’яті батька нової української літератури І. Котляревського та батька української музики М. Лисенка. 

«Надзвичайно цікаві, гарні доклади привабили на вечірку багато слухачів і викликали глибоке задоволення».

—  («Дніпрові хвилі». — 1913. — № 21 — 22).
10 жовтня 1915 Новицький виступив на ювілейних загальних зборах Катеринославської «Просвіти» з доповіддю «Десять літ життя Катеринославської «Просвіти». Ця доповідь є першою спробою ретроспективного погляду на історію місцевої «Просвіти» і того ж року опублікована в одеській «Основі».
Член УСДРП і ТУПу. Як повідомляв 20 жовтня 1915 агент охранки, Новицький разом з іншими шістьма членами катеринославської організації УСДРП увійшов до складу нового гуртка, який прийняв назву Радикально-демократичної партії, або ТУПу (Товариство українських поступовців). Як і в інших членів УСДРП, у його помешканні жандарми зробили обшук 27 листопада 1915. З трусом прийшли о першій годині ночі в його квартиру на другому дерев’яному поверсі будинку № 4 по Дворцовій (Палацовій) площі. Помешкання з однієї кімнати і балкону. Як зазначалося в протоколі обшуку, 

«під час трусу в квартирі застигнуті самі квартиранти... Микола Костянтинович Новицький і сестра його Олена Костянтинівна Новицька. При обшуку нічого, що явно компрометувало б Новицького, не знайдено, особисте ж листування і деякі брошури малоросійською мовою для перегляду до цього протоколу прилучені...»

### Переїзд на Далекий Схід
У грудні 1915 Новицький помандрував на Далекий Схід. До весни 1918 у Владивостоці працював конторським службовцем Управління майстерень, в яких складалися залізничні вагони, згодом завідував Народним будинком. Одночасно дописував до газет «Далекая окраина», «Рабочая газета», «Дальневосточное обозрение». У цих виданнях виступав проти створеної більшовиками анархії, обурювався з приводу розгону Надзвичайних зборів.
У 1917 вступив у меншовицьку партію, але не поривав зв’язків і з УСДРП, з далекосхідними українськими організаціями «Просвіта», «Окружна рада» тощо. До більшовиків ставився, за його висловом, «обережно». Лише 1920, коли була створена Далекосхідна республіка (ДСР), він увійшов до лав ВКП(б).
На пропозицію місії ДСР у липні 1920 Новицький з партійною карткою під псевдонімом Точка поїхав у Китай редагувати газету «Шанхайская жизнь», в якій відстоював інтереси Далекосхідної республіки.
Виконавши покладену на нього місію, у січні 1923 Новицький повернувся до Владивостока. Відділ преси Далькрайкому РКП(б) призначив досвідченого журналіста редактором газети «Красное знамя», але швидко з’ясувалося, що стосунки між місцевою партійною владою і друкованим органом не складаються. Новицького відправили у розпорядження ЦК РКП(б), а московські партійні чиновники, навіть не запитавши його згоди, скерували у ЦК КП(б)У.

### Повернення в Україну
Новицький повернувся в Україну в 1925. Деякий час працював у відділі преси ЦК КП(б)У, згодом редагував журнали «Червона преса», «Безвірник», «Східний світ», входив до редколегії газети «Вісті ВУЦВК», виступав у ній з сатиричними мініатюрами й фейлетонами, які підписував псевдонімом Іона Вочревісущий. За дошкульні фейлетони і огляди місцевої преси його недолюблювали письменники і журналісти, прозиваючи «санітаром українських газет». Новицький друкувався майже в усіх республіканських виданнях.
Окрім журналістської діяльності, в його трудовій біографії було й керівництво кафедрою в інституті журналістики. Упродовж двох років працював заступником директора Інституту Близького Сходу.
Новицький — автор книг «Японія» (1930), «На Китайсько-Східній залізниці» (1930), «У боротьбі за радянський край» (1932), «Японська інтервенція в Китаї і небезпека імперіалістичної війни» (1932) та ін.

### Арешт і розстріл
У середині 1930-х Новицький був директором і головним редактором Держлітвидаву. На цій посаді 3 січня 1938 його заарештовано. Мотиви арешту викладено у постанові слідчого: «Веде шпигунську роботу на користь однієї із зарубіжних розвідок». До цього звинувачення додавалося ще одне: перебування у блоці так званих «Українських демократичних партій». Військовий трибунал Київського особливого військового округу 29 березня 1939 виніс вирок — найвища міра покарання з конфіскацією майна. Військова колегія Верховного суду СРСР і Президія Верховної Ради СРСР касаційну скаргу відхилили як необгрунтовані.
Вирок виконано 5 липня 1939.

## Твори
- Новицький Микола. Мертві й живі [Про Шевченка] // Дніпрові хвилі. — 1913. — №5. — С. 67 — 70;
- Новицкий Н. В «Просвите» [Огляд діяльності товариства за 1913 р.] // Южная заря. — 1914. — 3 січня. — № 2258.;
- Н. Н. В Шевченковском юбилейном комитете // Южная заря. — 1914. — 22 січня [про організаційні збори 19 січня в Англ, клубі створеного з ініціативи «Просвіти» Шевченківського комітету в Катеринославі];
- Новицкий Ник. Н. К. Михайловский (к 10-летию со дня смерти, 28 января 1904 г.) // Южная заря. — 1914. — 28 січня.;
- Новицький Н. Шевченковский юбилейний комитет [про друге засідання оргкомітету] // Южная заря. — 1914. — 29 січня.;
- Новицький М. Десять літ життя Катеринославської «Просвіти» (Доклад, читаний на ювілейних загальних зборах 10. X.) // Основа. Віст-ник письменства, науки і громадського життя. — Одеса. — 1915. — Жовтень. — Кн. III. — С. 62 — 71.; Новицький. На світанку //Літературна сторінка «Плугу». // Зірка. — Катеринослав. — 1924. — 7 листопада.